# Cabeço da Ribeira da Laje
O Cabeço da Ribeira da Laje é uma elevação portuguesa localizada no concelho das Lajes do Pico, ilha do Pico, arquipélago dos Açores.
Este acidente geológico tem o seu ponto mais elevado a 446 metros de altitude acima do nível do mar e encontra-se nas proximidades do Cabeço da Lambisca, e do Cabeço do Lopes.